# Gino Corrado
Gino Corrado Liserani, meglio conosciuto come Gino Corrado (Firenze, 9 febbraio 1893 – Los Angeles, 23 dicembre 1982), è stato un attore italiano naturalizzato statunitense.
Tra il 1916 ed il 1954 è apparso in più di 355 film, quasi sempre in ruoli minori come attore caratterista.

## Carriera
Nato in Italia a Firenze e trasferitosi molto giovane a Hollywood, Gino Corrado vanta una delle filmografie più vaste come attore.
È stato il solo attore ad apparire in Via col vento, in Quarto potere ed in Casablanca, tre dei migliori film dell'epoca d'oro di Hollywood.
Prese anche parte ad alcuni cortometraggi de I tre marmittoni, tra cui Saved by the Belle, An Ache in Every Stake e Micro-Phonies.
Corrado morì a Los Angeles nel dicembre del 1982. È sepolto al Valhalla Memorial Park Cemetery. L'epitaffio sulla tomba recita Forever On The Screen - Forever In Our Hearts.

## Filmografia parziale
- Intolerance, regia di David Wark Griffith (1916)
- Forbidden Paths, regia di Robert Thornby (1917)
- Almost Divorced, regia di Al E. Christie (1917)
- The Gown of Destiny, regia di Lynn F. Reynolds (1917)
- Her Bridal Night-Mare, regia di Al Christie - cortometraggio (1920)
- L'età di amare (Beyond the Rocks), regia di Sam Wood (1922)
- La mia sposa americana (My American Wife), regia di Sam Wood (1922)
- Adam's Rib, regia di Cecil B. DeMille (1923)
- The Thrill Chaser, regia di Edward Sedgwick (1923)
- The Rose of Paris, regia di Irving Cummings (1924)
- La Bohème, regia di King Vidor (1926)
- Gigolo, regia di William K. Howard (1926)
- Il barcaiuolo del Volga (The Volga Boatman), regia di Cecil B. DeMille (1926)
- Modern Youth, regia di Jack Nelson (1926)
- The Dead Line, regia di Jack Nelson (1926)
- Derby reale (The Amateur Gentleman), regia di Sidney Olcott (1926)
- The Little Firebrand, regia di Charles Hutchison (1926)
- Bardelys il magnifico (Bardelys the Magnificent), regia di King Vidor (1926)
- Passione di principe (Paid to Love), regia di Howard Hawks (1927)
- Aurora (Sunrise: A Song of Two Humans), regia di Friedrich Wilhelm Murnau (1927)
- Women's Wares, regia di Arthur Gregor (1927)
- Il veliero del diavolo (The Devil's Skipper), regia di John G. Adolfi (1928)
- The House of Scandal, regia di King Baggot (1928)
- Green-Eyed Love, regia di Zion Myers - cortometraggio (1928)
- Una nueva y gloriosa nación, regia di Albert H. Kelley (come Albert Kelly) (1928)
- Oasi dell'amore (Fazil), regia di Howard Hawks (1928)
- Prowlers of the Sea, regia di John G. Adolfi (1928)
- The Gun Runner, regia di Edgar Lewis (1928)
- The Rainbow, regia di Reginald Barker (1929)
- La maschera di ferro (The Iron Mask), regia di Allan Dwan (1929)
- L'ondata dei forti (Tide of Empire), regia di Allan Dwan (1929)
- Il velo dell'Islam (The One Woman Idea), regia di Berthold Viertel (1929)
- Those Who Dance, regia di William Beaudine (1930)
- Sin Takes a Holiday, regia di Paul L. Stein (1930)
- Oh, Sailor Behave, regia di Archie Mayo (1930)
- Lord Byron of Broadway, regia di Harry Beaumont e William Nigh (1930)
- L'amante (Possessed), regia di Clarence Brown (1931)
- Her Majesty, Love, regia di William Dieterle (1931)
- Scarface - Lo sfregiato (Scarface), regia di Howard Hawks e Richard Rosson (1932)
- Il giocatore (Grand Slam), regia di William Dieterle (1933)
- Dinamite doppia (Picture Snatcher), regia di Lloyd Bacon (1933)
- Carioca (Flying Down to Rio), regia di Thornton Freeland (1933)
- Nanà (Nana), regia di Dorothy Arzner e George Fitzmaurice (1934)
- La vedova allegra (The Merry Widow), regia di Ernst Lubitsch (1934)
- Strettamente confidenziale (Broadway Bill), regia di Frank Capra (1934)
- I Sell Anything, regia di Robert Florey (1934)
- Incatenata (Chained), regia di Clarence Brown (1934)
- L'uomo dai due volti (Charlie Chan in Paris), regia di Hamilton MacFadden e Lewis Seiler (1935)
- Paradise Canyon, regia di Carl Pierson (1935)
- L'uomo che sbancò Montecarlo (The Man Who Broke the Bank at Monte Carlo), regia di Stephen Roberts (1935)
- Cappello a cilindro (Top Hat), regia di Mark Sandrich (1935)
- Broadway Gondolier, regia di Lloyd Bacon (1935)
- Al di là delle tenebre (Magnificent Obsession), regia di John M. Stahl (1935)
- I Conquer the Sea!, regia di Victor Halperin (1936)
- The Oregon Trail, regia di Scott Pembroke (1936)
- Give Us This Night, regia di Alexander Hall (1936)
- Il medico di campagna (The Country Doctor), regia di Henry King (1936)
- Sotto due bandiere (Under Two Flags), regia di Frank Lloyd (1936)
- Furia (Fury), regia di Fritz Lang Lesley Selander (1936)
- Infedeltà (Dodsworth), regia di William Wyler (1936)
- Carmencita (Rebellion), regia di Lynn Shores (1936)
- I candelabri dello zar (The Emperor's Candlesticks), regia di George Fitzmaurice (1937)
- Our Gang Follies of 1938, regia di Gordon Douglas (1937)
- La sposa vestiva di rosa (The Bride Wore Red), regia di Dorothy Arzner (1937)
- Scandalo al Grand Hotel (Thin Ice), regia di Sidney Lanfield (1937)
- Sigillo segreto (This Is My Affair), regia di William A. Seiter (1937)
- Un'americana nella Casbah (Algiers), regia di John Cromwell (1938)
- L'ottava moglie di Barbablù (Bluebeard's Eighth Wife), regia di Ernst Lubitsch (1938)
- La signora dei tropici (Lady of the Tropics), regia di Jack Conway ( (1939)
- Una donna dimentica (Remember?), regia di Norman Z. McLeod (1939)
- La signora di mezzanotte (Midnight), regia di Mitchell Leisen (1939)
- D'Artagnan e i tre moschettieri (The Three Musketeers), regia di Allan Dwan (1939)
- Beau Geste, regia di William A. Wellman (1939)
- Furore (The Grapes of Wrath), regia di John Ford (1939)
- Charlie Chan e la città al buio (City in Darkness), regia di Herbert I. Leeds (1939)
- L'isola degli uomini perduti (The House Across the Bay), regia di Archie Mayo (1940)
- Rebecca - La prima moglie (Rebecca), regia di Alfred Hitchcock (1940)
- Al di là del domani (Beyond Tomorrow), regia di A. Edward Sutherland (1940)
- Il vendicatore (Brother Orchid), regia di Lloyd Bacon (1940)
- Luna nuova (New Moon), regia di Robert Z. Leonard (1940)
- Il prigioniero di Amsterdam (Foreign Correspondent), regia di Alfred Hitchcock (1940)
- Balla, ragazza, balla (Dance, Girl, Dance), regia di Dorothy Arzner e, non accreditato, Roy Del Ruth (1940)
- T'amerò follemente (Hired Wife), regia di William A. Seiter (1940)
- Notti argentine (Down Argentine Way), regia di Irving Cummings (1940)
- Il grande dittatore (The Great Dictator), regia di Charles Chaplin (1940)
- Il segno di Zorro (The Mark of Zorro), regia di Rouben Mamoulian (1940)
- Tzigana (Bitter Sweet), regia di W. S. Van Dyke (1940)
- Kitty Foyle, ragazza innamorata (History Of A Woman), regia di Sam Wood (1940)
- Six Lessons from Madame La Zonga, regia di John Rawlins (1941)
- La grande menzogna (The Great Lie), regia di Edmund Goulding (1941)
- A Shot in the Dark, regia di William C. McGann (1941)
- Una notte a Rio (That Night in Rio), regia di Irving Cummings (1941)
- Con mia moglie è un'altra cosa (Affectionately Yours), regia di Lloyd Bacon (1941)
- Forced Landing, regia di Gordon Wiles (1941)
- Chi dice donna... (The Feminine Touch), regia di W. S. Van Dyke (1941)
- Appuntamento a Miami (Moon Over Miami), regia di Walter Lang (1941)
- La riva dei peccatori (Lady from Louisiana), regia di Bernard Vorhaus (1941)
- Destino (Tales of Manhattan), regia di Julien Duvivier (1942)
- Maschere di lusso (We Were Dancing), regia di Robert Z. Leonard (1942)
- Musica sulle nuvole (I Married an Angel), regia di W.S. Van Dyke II (1942)
- Mia sorella Evelina (My Sister Eileen), regia di Alexander Hall (1942)
- Segretario a mezzanotte (Take a Letter, Darling), regia di Mitchell Leisen (1942)
- L'angelo perduto (Lost Angel), regia di Roy Rowland (1943)
- Bombe su Varsavia (In Our Time), regia di Vincent Sherman (1944)
- La spia di Damasco (Action in Arabia), regia di Léonide Moguy (1944)
- Al chiaro di luna (Shine on Harvest Moon), regia di David Butler (1944)
- Cowboy and the Senorita, regia di Joseph Kane (1944)
- Man from Frisco
- Wilson, regia di Henry King (1944)
- Il diavolo nero (The Hairy Ape), regia di Alfred Santell (1944)
- Il matrimonio è un affare privato (Marriage Is a Private Affair), regia di Robert Z. Leonard (1944)
- I cospiratori (The Conspirators), regia di Jean Negulesco (1944)
- La signora Parkington (Mrs Parkington), regia di Tay Garnett (1944)
- Storm Over Lisbon
- End of the Road, regia di George Blair (1944)
- Al di là del mistero (House of Frankenstein), regia di Erle C. Kenton (1944)
- Sempre nei guai (Nothing but Trouble), regia di Sam Taylor (1944)
- Dancing in Manhattan
- Schiava del male (Experiment Perilous), regia di Jacques Tourneur (1944)
- L'eterna armonia (A Song to Remember), regia di Charles Vidor (1945)
- I fuggitivi delle dune
- La parata dell'impossibile (Where Do We Go from Here?), regia di Gregory Ratoff e George Seaton (1945)
- Fiamme a San Francisco (Flame of Barbary Coast), regia di Joseph Kane (1945)
- Sunset in El Dorado, regia di Frank McDonald (1945)
- Donne e diamanti (The Dolly Sisters), regia di Irving Cummings (1945)
- Jolanda e il re della samba (Yolanda and the Thief), regia di Vincente Minnelli (1945)
- Una campana per Adano (A Bell for Adano), regia di Henry King (1945)
- Nessuno ti avrà mai (The Madonna's Secret), regia di Wilhelm Thiele (1946)
- Lo strano amore di Marta Ivers (The Strange Love of Martha Ivers), regia di Lewis Milestone (1946)
- Vacanze al Messico (Holiday in Messico), regia di George Sidney (1946)
- Disonorata (Dishonored Lady), regia di Robert Stevenson (1947)
- Passione che uccide (The Web), regia di Michael Gordon (1947)
- Età inquieta (That Hagen Girl), regia di Peter Godfrey (1947)
- Avventura in Brasile (Road to Rio), regia di Norman Z. McLeod (1947)
- Arco di trionfo (Arch of Triumph), regia di Lewis Milestone (1948)
- The Life of Riley, regia di Irving Brecher (1949)
- Il mio bacio ti perderà (Belle Le Grand), regia di Allan Dwan (1951)
- Storia di un detective (The Fat Man), regia di William Castle (1951)